# Stictocladius lacumiferus
Stictocladius lacumiferus är en tvåvingeart som först beskrevs av Freeman 1959.  Stictocladius lacumiferus ingår i släktet Stictocladius och familjen fjädermyggor. Inga underarter finns listade i Catalogue of Life.